# 文彥博
文彥博（1006年10月23日—1097年6月16日），字寬夫，號伊叟，河東路介休城關文家莊（今山西省介休市）人，北宋宰相。文彦博歷仕仁、英、神、哲四朝，出將入相，長達五十年之久。任職期間，秉公執法，世人尊稱為賢相。曾成功地抵禦了西夏的入侵。宰相期間，大膽提出裁軍八萬之主張，為精兵簡政，減輕人民負擔。晚年皈依佛法。

## 生平
宋真宗景德三年九月二十九日(1006年10月23日)生，祖辈避后晋高祖石敬瑭和宋翼祖赵敬的讳而改姓“文”。天圣五年（1027年），文彦博中进士，先后任翼城知县、绛州通判、监察御史、殿中侍御史、河东转运副使等职。庆历七年（1047年），文彦博任枢密副使。十一月，贝州王则起事，八年春正月，朝廷任命文彦博宣抚河北，去平息王则起义。文彦博至贝州城下，一面让官军猛攻北城，另一方面在南城挖地道，直通城裏。闰正月，官军攻入城中，王则被捕，起义被平息。文彦博以功升同中书门下平章事、集贤院大学士。
皇祐元年（1049年）八月，文彦博为昭文馆大学士，三年，因殿中侍御史唐介的弹劾被罢官。至和二年（1055年）六月，文彦博再任同中书门下平章事、昭文馆大学士。以后，又去河南府、大名府、太原府等地做地方官。
仁宗时，文彦博曾经表明仁宗有谵语表现和谵妄症状。至今谵语和谵妄这两个词仍是该症状的医学正式汉字名称。
英宗时，文彦博任枢密使。
神宗即位，王安石开始变法，文彦博与安石持论有异，对其中市易、青苗诸法伤民弊端多所论及，因反对王安石变法，文彦博被改任地方官，后以太师致仕。

### 晚年
哲宗元祐元年（1086年）四月，经司马光推荐，81岁高龄的文彦博出任平章军国重事，五年，以太师充护国军、山南西道节度使等使复致仕。

### 逝世
紹聖四年（1097年），章惇秉政，云文彦博与司马光曾反对王安石变法，降为太子太保。而就在这一年的五月丁巳日，文彥博去世，享嵩壽九十歲。

### 身后
宋徽宗崇宁（1102——1106年）间，蔡京为右相，将文彦博、吕公著、司马光等人称为“元祐党人”，刻元祐党人碑，禁止元祐学术。至北宋末，南宋初，文彦博才又被追复太师，谥忠烈。

## 家族
- 曾祖父：文崇远，原姓“敬”，仕后唐，历晋城天池、辽州平城二县主簿，避晋高祖石敬瑭讳，更其氏曰‘文’，仕后晋，历代州崞县、并州太谷二县令，汉高祖刘知远即位，恢復敬姓，仕后汉，终岚州录事参军。以曾孙文彦博赠仕至太傅、中书令兼尚书令、燕国公。曾祖母宋氏，赠燕国太夫人。
- 祖父：文锐，字挺之，仕后汉，以荫补郊社署丞，辟石州军事推官，后弃官归乡。以孙文彦博赠至太师、中书令兼尚书令、周国公。祖母王氏，赠周国太夫人。祖母申氏赠越国太夫人。祖母郭氏赠沂国太夫人。
- 父：文洎，以儒学进，历十三官。所至强直勤敏，振利攘窖。历监征阅州，司勋员外郎、荆湖南路转运使，三门白波发运使，判三司开拆磨勘司，终主客郎中、河东转运使。景祐四年（1037年）卒。以子彦博赠仕至太师、中书令兼尚书令、魏国公。御赐寺额“教忠积庆”。母耿氏，先赠扶风县君，又赠秦营太夫人，后赠至魏国太夫人，早亡。御赐寺额“永福”。继母申氏，先封永乐县君，后赠至鲁国太夫人。继母王氏，赠永乐县君。从弟文彦若，季弟文彦伯。

### 子
1. 文恭祖
2. 文贻庆
3. 文齐贤
4. 文保雍
5. 文居中
6. 文及甫
7. 文维申
8. 文宗道

### 女
- 一女嫁与包拯之子包绶为妻[1]。

### 孙子
- 文永世
- 文康世

## 著作
博著有《大飨明堂纪要》二卷、《药准》一卷，已佚，今存《文潞公集》40卷，收入《山右丛书》中。文彦博也爱写诗、词，但所留甚少，且多与政治有关，如《双泉》云：“长剑并弹霜气豪，白虹半折秋云高。濯缨洗耳更何处，世人回看轻鸿毛。”又如《题榆次县鼓楼》：“置向谯楼一任挝，挝多挝少不知他。如今幸有黄紬被，努出头来放早衙。”
彦博亦工书法，黄庭坚云“潞公书极似苏灵芝公”“今观《到洛为儿子赴许昌》帖，笔执清劲，真不愧古人！”

## 相 关

### 轶事
- 文彦博小时候与小伙伴们踢球，一下球滚到一个树洞里，大家用手或是用棍子想把球取出来，但太深谁也拿不到，文彦博这时想出个办法，就是将水灌入树洞，球浮出树洞，将球拿到[2]。
- 冯梦龙的著作《智囊》中称[3]，文彦博曾提议让狄青以两镇节度使外放任职，狄青称自己这是没有功劳而加节度，无罪而外放，宋仁宗也赞同狄青的看法。宋仁宗转述狄青的话给文彦博，文彦博的则回答：“太祖岂非周世宗忠臣？但得军心，所以有陈桥之变。” 后来狄青曾问文彦博朝廷外放自己的原因，文答：“无他，朝廷疑尔。”

### 传说
- 镇压王则的故事被写入《三遂平妖傳》，文彦博借助白猿（白猿神）和蛋子和尚（諸葛遂智）的神力降伏了狐狸精胡媚儿（王则妻子）一家，而后被上海美术电影制片厂改编成动画片《天书奇谭》，蛋子和尚即蛋生的原型，白猿则是袁公（白衣），胡媚儿一家则是三只妖狐(圣姑姑，左黜，胡媚儿)。

## 延伸阅读
[在维基数据编辑]
 《宋史·卷313》，出自脱脱《宋史》
 在维基共享资源阅览影像